# Sara Vršatová
Sara Vršatová (* 6. Januar 1996 in Prag) ist eine tschechische Fußballspielerin.

## Karriere

### Verein
Vršatová startete ihre Karriere beim AC Sparta Prag und ist seit der Saison 2012/2013 Back-up-Torhüterin der ersten Mannschaft sowie Stammtorhüterin der U-19 Mannschaft. Ihren ersten Profi-Einsatz für den AC Sparta Prag auf internationaler Ebene, absolvierte sie am 11. Oktober 2012 im UEFA-Women’s-Champions-League-Achtelfinale gegen den SFK 2000 Sarajevo.

### Nationalmannschaft
Vršatová gab ihr A-Länderspiel-Debüt für die Tschechische Fußballnationalmannschaft der Frauen beim 6:1-Erfolg über die Bosnisch-herzegowinische Fußballnationalmannschaft der Frauen in der Qualifikation zur Fußball-Europameisterschaft der Frauen 2013 am 20. Oktober 2012.